# Egeln
Egeln – miasto w Niemczech, w kraju związkowym Saksonia-Anhalt, w powiecie Salzland, siedziba gminy związkowej Egelner Mulde. Położone nad rzeką Bode, ok. 25 km na południowy zachód od Magdeburga, przy drodze krajowej B180.

## Współpraca
Miejscowości partnerskie:
- Bzenec, Czechy
- Mûrs-Erigné, Francja
- Rüthen, Nadrenia Północna-Westfalia

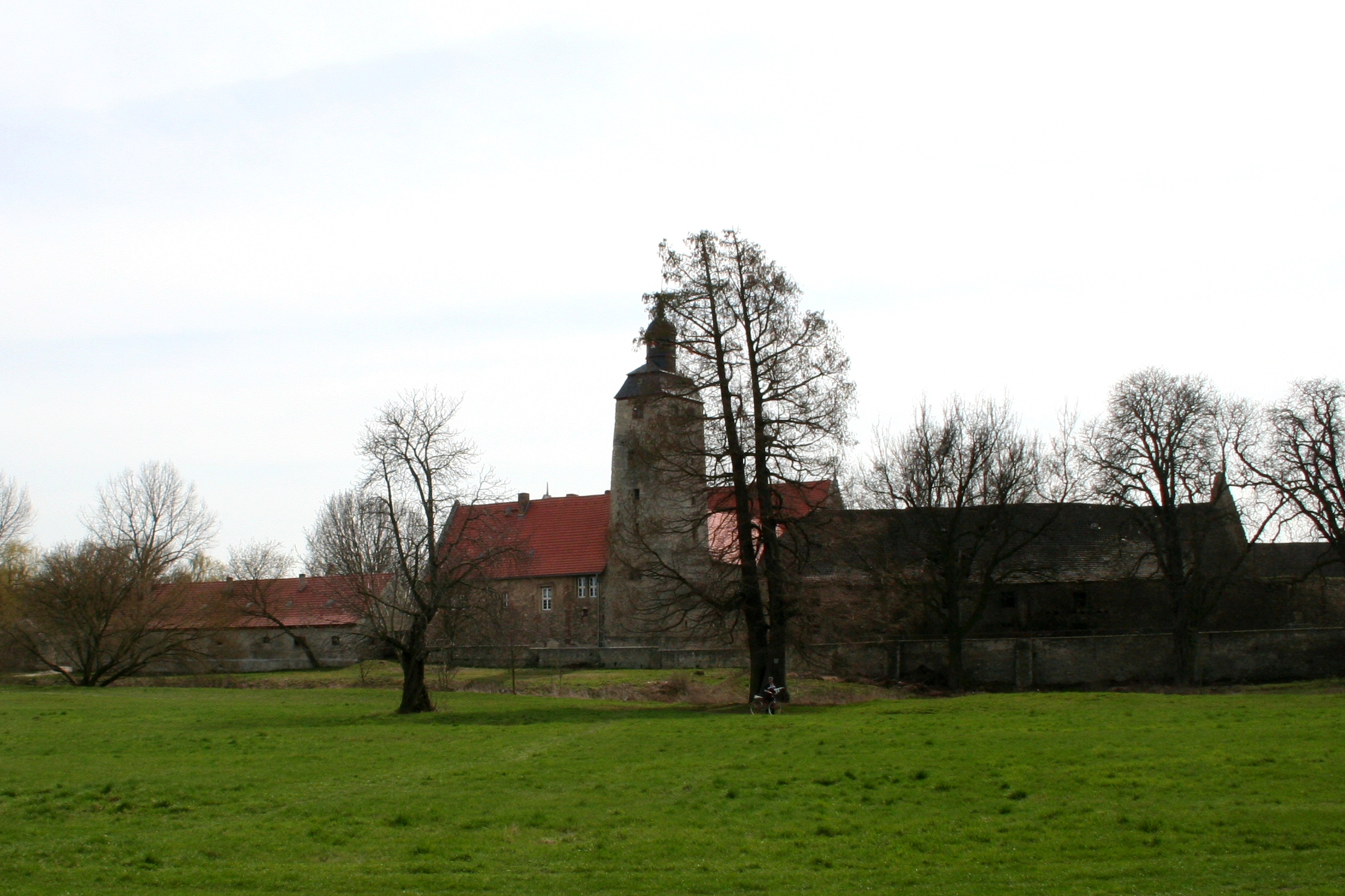
Zamek na wodzie w Egeln